# نووپوکروفکا (قزاقستان)
نووپوکروفکا (به قزاقی: Novopokrovka) یک منطقهٔ مسکونی در قزاقستان است که در استان آلماتی واقع شده‌است.